# Контвил (Ер)
Контвил (фр. Conteville) насеље је и општина у северној Француској у региону Горња Нормандија, у департману Ер која припада префектури Берне.
По подацима из 2011. године у општини је живело 932 становника, а густина насељености је износила 87,27 становника/km². Општина се простире на површини од 10,68 km². Налази се на средњој надморској висини од 33 метара (максималној 103 m, а минималној 0 m).

## Демографија
| 1962. | 1968. | 1975. | 1982. | 1990. | 1999. | 2011. |
| ----- | ----- | ----- | ----- | ----- | ----- | ----- |
| 416   | 470   | 463   | 580   | 701   | 726   | 932   |

График промене броја становника у току последњих година